# ヴィルヘルム・ズルピッツ・クルツ
ヴィルヘルム・ズルピッツ・クルツ（Wilhelm Sulpiz Kurz、1834年5月5日– 1878年1月15日）は、ドイツの植物学者で、ボゴールやコルカタでは造園にも携わった。インド、インドネシア、ミャンマー、マレーシア、シンガポールで活動した。植物学において、クルツが命名した植物にはKurzを付して区別される。

## 生涯
ミュンヘン近郊のアウグスブルクで生まれ、カール・フリードリヒ・フィリップ・フォン・マルティウスに師事した。ミュンヘン大学で植物学、鉱物学、化学を学んだが、1854年に家族の不幸により研究を離れ、オランダに移って薬剤師として働いた。その後、オランダ植民地軍の医療部隊に従軍し、1856年9月にジャワ島に航海した。1857年3月にはバンカに移り、1859年にスラウェシ島のボリへの遠征に参加した。同年9月、ブイテンツォークの植物園に参加して植物学者と協力した。1864年にはキナノキの栽培の調査のためにオランダ植民地を訪れていたトーマス・アンダーソンに誘われて、後にその死まで務めることになる植物標本館の学芸員という肩書きを得てコルカタに戻り、インドの植物学に多大な貢献をした。
1866年、アンダマン諸島の植物相を研究するために派遣されたが、南アンダマン島で囚人に襲われたためプロジェクトを放棄してコルカタに戻った。1867年にイギリス領ビルマの森林官向けに植物学の教科書を書くよう依頼されたことをきっかけに、同地に採集旅行に出向くようになった。1877年11月にコルカタを離れてペナンに向かったが、12月に同地に到着すると病に冒され、1878年1月15日に亡くなった。

## 著書
クルツの主著は2巻からなる "Forest Flora of British Burma"（コルカタ刊、1877年）である。このほか、Journal of the Asiatic Society of Bengal と Journal of Botany, British and Foreign に寄稿している。